# Горња Расовача
Горња Расовача је насеље у Србији у општини Мерошина у Нишавском округу. Према попису из 2022. било је 180 становника (према попису из 1991. било је 227 становника).

## Демографија
У насељу Горња Расовача живи 200 пунолетних становника, а просечна старост становништва износи 42,0 година (39,2 код мушкараца и 45,1 код жена). У насељу има 70 домаћинстава, а просечан број чланова по домаћинству је 3,57.
Ово насеље је великим делом насељено Србима (према попису из 2002. године).
|  |

| Демографија | Демографија | Демографија |
| Година      | Становника  | Становника  |
| ----------- | ----------- | ----------- |
| 1948.       | 309         |             |
| 1953.       | 338         |             |
| 1961.       | 331         |             |
| 1971.       | 309         |             |
| 1981.       | 294         |             |
| 1991.       | 227         | 226         |
| 2002.       | 250         | 254         |
| 2011.       | 277         |             |

| Етнички састав према попису из 2002.‍ | Етнички састав према попису из 2002.‍ | Етнички састав према попису из 2002.‍ | Етнички састав према попису из 2002.‍ | Етнички састав према попису из 2002.‍ |
| ------------------------------------ | ------------------------------------ | ------------------------------------ | ------------------------------------ | ------------------------------------ |
|                                      |                                      |                                      |                                      |                                      |
| Срби                                 | Срби                                 |                                      | 232                                  | 92,8%                                |
| Роми                                 | Роми                                 |                                      | 15                                   | 6,0%                                 |
| Хрвати                               | Хрвати                               |                                      | 1                                    | 0,4%                                 |
| непознато                            | непознато                            |                                      | 1                                    | 0,4%                                 |

| Година пописа     | 1948. | 1953. | 1961. | 1971. | 1981. | 1991. | 2002. |
| ----------------- | ----- | ----- | ----- | ----- | ----- | ----- | ----- |
| Број домаћинстава | 45    | 58    | 65    | 70    | 78    | 72    | 70    |

| Број чланова      | 1  | 2  | 3 | 4  | 5 | 6 | 7 | 8 | 9 | 10 и више | Просек |
| ----------------- | -- | -- | - | -- | - | - | - | - | - | --------- | ------ |
| Број домаћинстава | 12 | 12 | 8 | 17 | 9 | 7 | 5 | 0 | 0 | 0         | 3,57   |

| Пол    | Укупно | Неожењен/Неудата | Ожењен/Удата | Удовац/Удовица | Разведен/Разведена | Непознато |
| ------ | ------ | ---------------- | ------------ | -------------- | ------------------ | --------- |
| Мушки  | 102    | 27               | 68           | 7              | 0                  | 0         |
| Женски | 103    | 15               | 68           | 19             | 1                  | 0         |
| УКУПНО | 205    | 42               | 136          | 26             | 1                  | 0         |

| Пол    | Укупно                    | Пољопривреда, лов и шумарство | Рибарство                            | Вађење руде и камена | Прерађивачка индустрија       |
| ------ | ------------------------- | ----------------------------- | ------------------------------------ | -------------------- | ----------------------------- |
| Мушки  | 52                        | 19                            | 0                                    | 0                    | 11                            |
| Женски | 28                        | 18                            | 0                                    | 0                    | 4                             |
| УКУПНО | 80                        | 37                            | 0                                    | 0                    | 15                            |
| Пол    | Производња и снабдевање   | Грађевинарство                | Трговина                             | Хотели и ресторани   | Саобраћај, складиштење и везе |
| Мушки  | 0                         | 5                             | 1                                    | 4                    | 7                             |
| Женски | 0                         | 0                             | 3                                    | 1                    | 0                             |
| УКУПНО | 0                         | 5                             | 4                                    | 5                    | 7                             |
| Пол    | Финансијско посредовање   | Некретнине                    | Државна управа и одбрана             | Образовање           | Здравствени и социјални рад   |
| Мушки  | 0                         | 0                             | 0                                    | 0                    | 0                             |
| Женски | 0                         | 0                             | 0                                    | 0                    | 2                             |
| УКУПНО | 0                         | 0                             | 0                                    | 0                    | 2                             |
| Пол    | Остале услужне активности | Приватна домаћинства          | Екстериторијалне организације и тела | Непознато            | Непознато                     |
| Мушки  | 5                         | 0                             | 0                                    | 0                    | 0                             |
| Женски | 0                         | 0                             | 0                                    | 0                    | 0                             |
| УКУПНО | 5                         | 0                             | 0                                    | 0                    | 0                             |